# Solidarność

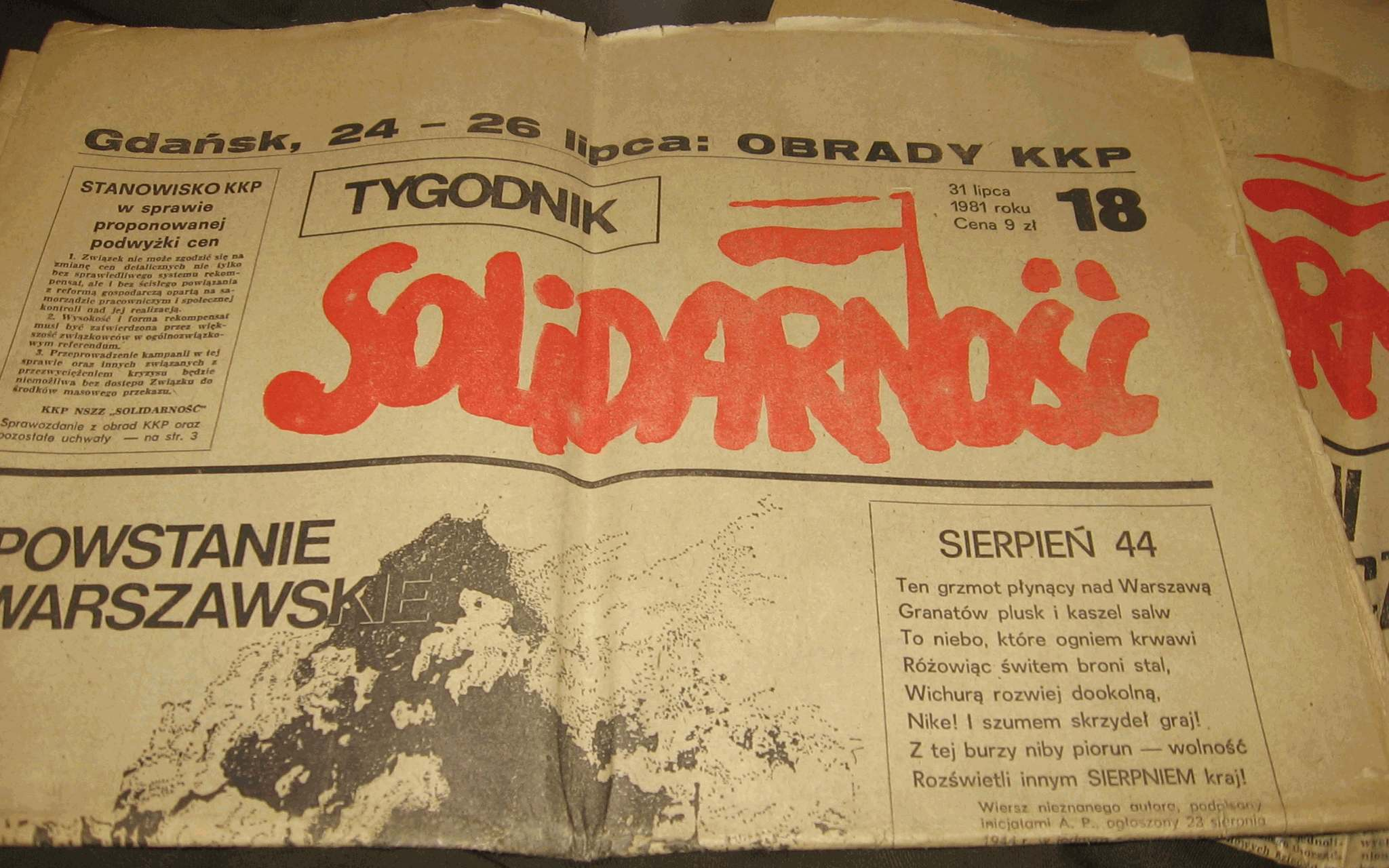
O jornal "Solidariedade Semanal", que circulava antes de ser decretada a lei marcial na Polónia.

Solidarność (pronúncia: [sɔliˈdarnɔɕt͡ɕ] (escutarⓘ), em português Solidariedade (do nome completo, em polonês, Niezależny Samorządny Związek Zawodowy "Solidarność; em português, Sindicato Autónomo "Solidariedade") é uma federação sindical polaca fundada em 17 de Setembro de 1980 nos Estaleiros Lenin, em Gdańsk, sendo originariamente liderada por Lech Wałęsa.
Na década de 1980, o Solidariedade era um amplo movimento social antiburocrático que utilizava os métodos de resistência civil não-violenta para fazer avançar a causa dos direitos dos trabalhadores e da mudança social.  Ele representava 9,5 milhões de membros em seu primeiro congresso em setembro de 1981, o que correspondia a 1/3 da população total da Polônia em idade de trabalho.

## História
Na década de 1970, o governo da Polônia elevou os preços dos alimentos, enquanto os salários estagnaram. Este e outros motivos levaram aos protestos de junho de 1976 e a subsequente repressão do governo aos dissidentes. Logo começaram a se formar redes clandestinas como os grupos KOR e ROPCIO para opor-se ao comportamento abusivo do governo, sendo os sindicatos uma parte importante dessas redes.

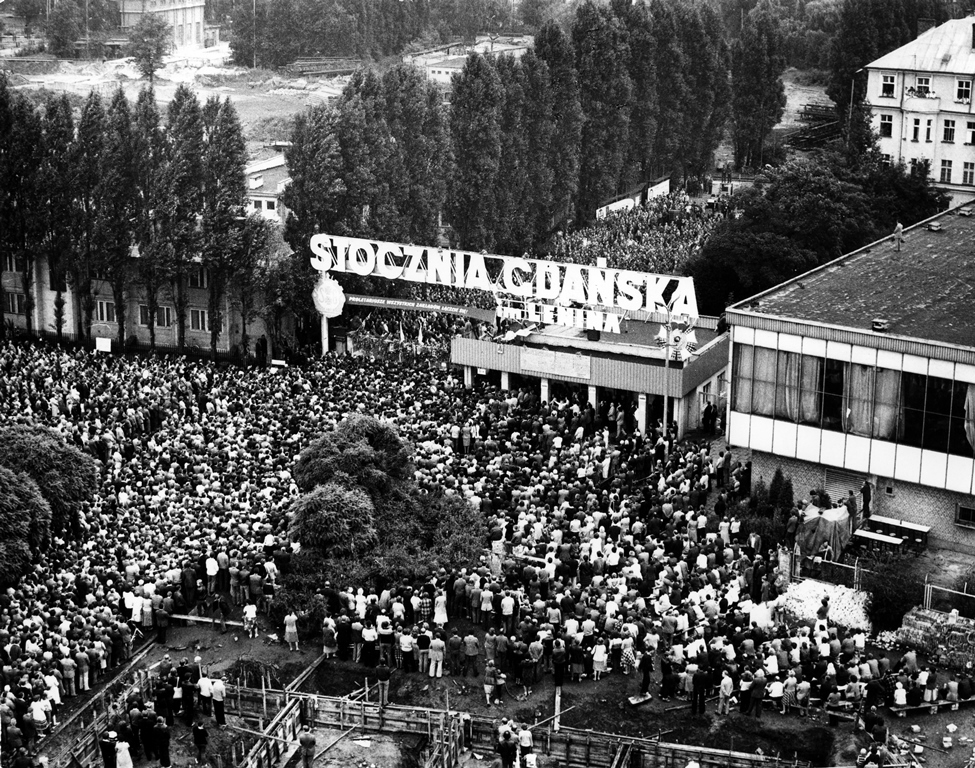
Greve no estaleiro Vladimir Lenin em agosto de 1980

A primeira metade do pontificado de João Paulo II ficou marcada pela luta contra o comunismo na Polónia e restantes países da Europa de Leste e do mundo. Muitos poloneses consideram que o marco inicial da derrocada comunista foi o discurso de João Paulo II em 2 de junho de 1979, quando falou a meio milhão de compatriotas em Varsóvia e destacou o trabalho do Solidarność. "Sem o discurso de Wojtyla, o cenário teria sido diferente. O Solidariedade e o povo não teriam se sentido fortes e unidos para levar a luta adiante", acredita o escritor e jornalista Mieczylaw Czuma. "Foi o papa que nos disse para não ter medo." Dez anos depois, as eleições de 4 de junho de 1989 foram uma "revolução sem sangue" e encorajaram outros países do bloco comunista a se liberar de Moscovo. A data tornou-se símbolo do fim do socialismo real. O movimento sindical Solidariedade, liderado por Lech Walesa, obteve a vitória nas primeiras eleições parcialmente livres de todo o bloco comunista.
João Paulo II foi creditado como sendo fundamental para derrubar o comunismo no Centro e Leste europeus. Mesmo antes de ser papa, Wojtyła já tinha uma posição inflexível contra o regime comunista. Por ter sido a inspiração espiritual por trás de sua queda, e um catalisador para "uma revolução pacífica" na Polônia, Lech Wałęsa, o fundador do Solidarność, creditou a João Paulo II, a coragem dos poloneses de se levantarem. De acordo com Wałęsa, "Antes de seu pontificado, o mundo estava dividido em blocos. Em Varsóvia, em 1979, ele simplesmente disse: 'Não tenham medo, mudem a imagem desta terra'".
Em 1979, a economia polaca encolheu pela primeira vez desde a Segunda Guerra Mundial, em 2 por cento. A dívida externa do país chegou a aproximadamente 18 bilhões de dólares estadunidenses em 1980.
O Solidariedade surgiu em 17 de Agosto de 1980, em Gdansk, nos Estaleiros Lenin, quando o governo comunista da Polônia assinou o acordo que permitiu a sua existência. Em 17 de setembro de 1980, mais de 20 comitês de sindicatos livres fundiram-se em uma organização nacional denominada NSZZ Solidariedade, sendo oficialmente registrado em 10 de novembro de 1980.
Lech Walesa e outros formaram um amplo movimento social antissoviético que incluía pessoas associadas com a Igreja Católica e membros da esquerda antissoviética. O Solidariedade defendia atividades de não violência dos seus membros.

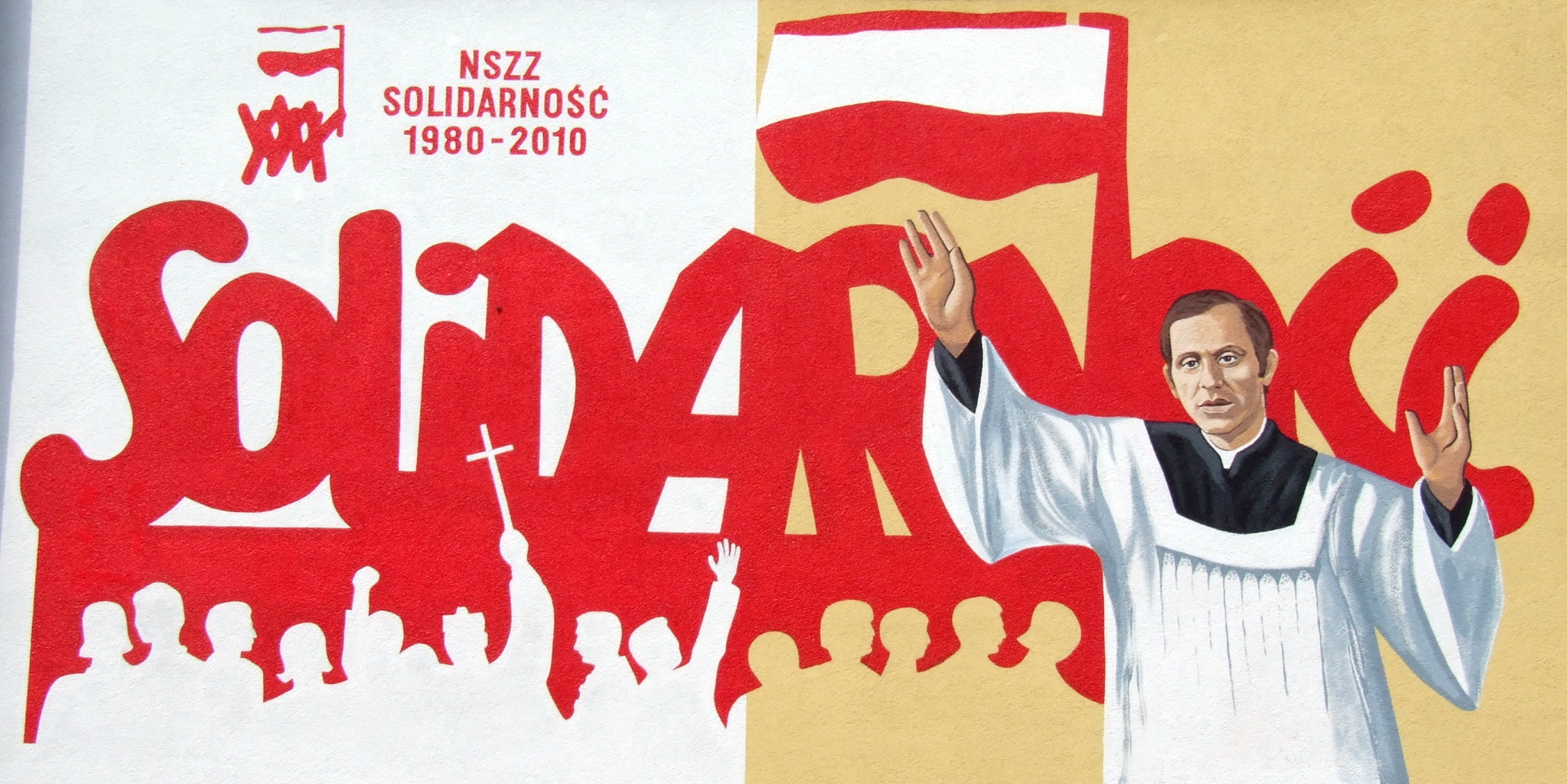
Mural comemorando os 30 anos do sindicato

O governo tentou destruir o sindicato com a lei marcial de 1981 e muitos anos de repressões, mas, por fim, começou a negociar com o sindicato. As conversas de mesa-redonda entre o governo enfraquecido e a oposição do Solidariedade levou às eleições semiabertas de 4 de junho de 1989. Pelo fim de agosto, uma coligação liderada pelo Solidariedade foi formada para participar das eleições e, em dezembro, Wałęsa foi eleito presidente.
A Igreja Católica apoiou o movimento Solidarność e, em janeiro de 1981, Wałęsa foi cordialmente recebido pelo Papa João Paulo II no Vaticano. O próprio Wałęsa sempre considerou o catolicismo como sua fonte de força e inspiração. Em 1983, na segunda viagem do papa para a Polônia, foi concedida uma audiência do papa com Wałęsa nas Montanhas Tatra. Como resultado da reunião, Wałęsa diminuiu sua atividade política para aliviar a situação interna na Polônia. Em agosto de 1983, a lei marcial que proibia o Solidariedade foi retirada e, no mesmo ano, Wałęsa recebeu o Nobel da Paz.
No dia 4 de junho de 1989, houve eleições para o senado na Polônia. Pela primeira vez depois de quase meio século de ditadura comunista, os poloneses tinham a chance de votar. O resultado das urnas foi que, das 262 cadeiras do senado, 261 ficaram para o partido de oposição, o Solidariedade. O governo comunista cairia dois meses depois. Era o fim do comunismo na Polônia.  "A culpa é da Igreja", disse o ditador derrotado, general Wojciech Jaruzelski. O primeiro ato do líder do Solidariedade, Lech Wałęsa, foi ir para Roma, para agradecer a João Paulo II.
Desde então, tornou-se um sindicato mais tradicional, e teve relativo pouco impacto na cena política da Polónia no início da década de 1990. Um ramo político foi fundado em 1996 quando a Ação Eleitoral Solidariedade (Akcja Wyborcza Solidarność, AWS) ganhou a eleição parlamentar, 1997, mas perdeu a seguinte eleição parlamentar, em 2001.